# Landschulwoche
Die Landschulwoche (oder Schullandwoche) ist ein mehrtägiger Projektunterricht außerhalb des Schulortes einer Pflichtschule in einem Schullandheim.
Sie kann z. B. als Sport- oder Kreativwoche oder zur Vertiefung beispielsweise des Geografie- und Biologieunterrichts gestaltet werden. Für die Unterbringung der Schüler stehen – vor allem in Urlaubsregionen – das Schullandheim selbst oder geeignete Gasthöfe und Sportheime, aber auch Jugendherbergen, Vereinsunterkünfte oder Jugendgästehäuser zur Verfügung. Manche Gemeinden bieten auch Formen der Schule am Bauernhof an.
Zu den Projekttagen kommen meist noch einzelne Exkursionen zu technischen oder landschaftlichen Zielen der Umgebung hinzu.